# Анненський Інокентій Федорович
Іноке́нтій Фе́дорович Анне́нський (рос. Иннокентий Фёдорович Анненский; 20 серпня (1 вересня) 1855, Омськ — 30 листопада (13 грудня) 1909, Санкт-Петербург) — російський поет, драматург, перекладач, критик, літературознавець, педагог.

## Біографія
Майбутній поет народився 20 грудня (за старим стилем) 1855 року в Омську в сім'ї Федора Миколайовича та Наталії Петрівни Анненських. Його батько працював радником і начальником відділення Головного управління Західного Сибіру. У Сибір Анненські — батьки поета, його старший брат Микола й дві сестри — переїхали 1849 року у зв'язку з новим призначенням Федора Миколайовича. До того вони мешкали в Санкт-Петербурзі.

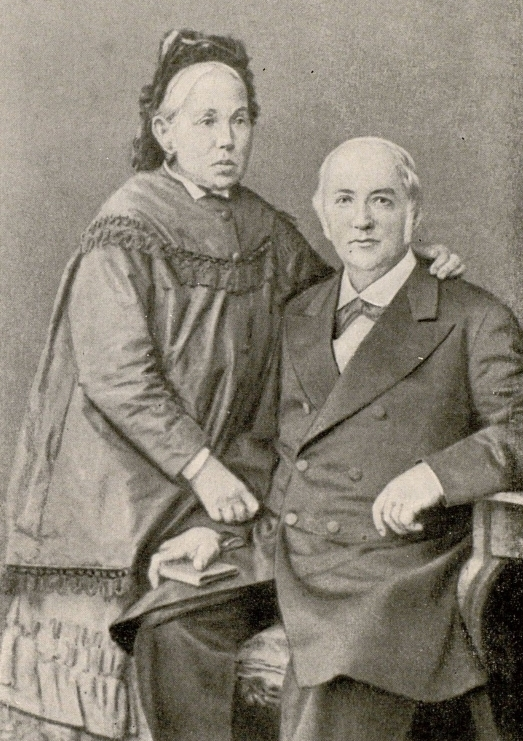
Батьки поета

В Омську, крім Інокентія, сім'я Анненських поповнилася ще двома доньками. В останній рік перебування в Сибіру Федора Миколайовича з Омська перевели в Томськ на посаду голови губернського правління. 1860 року сім'я повернулася в столицю Російської імперії. Приблизно тоді п'ятирічний Інокентій небезпечно та надовго захворів, унаслідок чого все життя страждав від важкої сердечної недуги.
У Петербурзі Федір Миколайович отримав, але не зразу, місце чиновника з особливих доручень у Міністерстві внутрішніх справ.
В автобіографії Інокентій Анненський писав, що перші роки життя залишили в його пам'яті надзвичайно слабкі враження, що відтоді, як він себе пам'ятає, ріс слабкою, хворобливою дитиною. Проте навчання давалося хлопчикові легко. Під керівництвом старшої сестри він узявся за читання книг, доступних його вікові й розвиткові. «Обстановка, серед якої я зростав, — писав згодом поет, — ймовірно, мала великий вплив на розвиток у мені ранньої тяги до читання: я ріс майже без товаришів, серед людей, які були старшими від мене; нагляд за мною теж був здебільшого жіночий» .
Інокентій навчався в Петербурзі: в 1865—1867 роках — у приватній школі, з 1867 року — у другій прогімназії (починаючи з другого класу), після перерви на один, очевидно, рік, у 1869—1872 роках — у приватній гімназії Беренса.
Різко погіршився матеріальний стан сім'ї. Батько з кінця 1860-х — початку 1870-х років, не задовільняючись платнею за службу, вдався до спекулятивних оборудок з купівлі та продажу різних товарів, але через комерційну недосвідченість наробив боргів. Крім того, цим він скомпрометував себе як чиновника. 1874 року Федора Миколайовича звільнили зі служби. Його розбив параліч. Хоч вдалося виклопотати пенсію, але сім'ї жилося важко.
Інокентій самостійно, а також при допомозі старшого брата готувався екстерном скласти іспити на атестат зрілості. Перша спроба навесні 1874 року була невдалою: юнак не витримав письмовий іспит із математики. Навесні наступного року друга спроба виявилася успішною. Того ж 1875 року Анненський став студентом історико-філологічного факультету Петербурзького університету.
1879 року закінчив університет.
Директор гімназії у Києві (1890–1893), Петербурзі, Царському Селі.
30 листопада 1909 року о восьмій годині вечора Інокентій Анненський раптово помер від паралічу серця на сходах під'їзду Царськосельського (нині Вітебського) вокзалу в Санкт-Петербурзі. Багатолюдний похорон відбувся 4 грудня в Царському Селі.

## Літературний вплив
Літературний вплив Анненського на виниклі слідом за символізмом течії російської поезії (акмеїзм, футуризм) дуже велике. Вірш Анненського «Дзвіночки» по праву можна назвати першим за часом написання російською футуристичним віршем. Вірш «Його серед Міров» входить в число шедеврів російської поезії, воно лягло в основу романсів, написаних А. Вертинським і А. Сухановим. Вплив Анненського сильно позначається на Пастернака і його школу, Анну Ахматову, Георгія Іванова та багатьох інших. У своїх літературно-критичних статтях, частково зібраних в двох «Книгах відображень», Анненський дає блискучі зразки російської імпресіоністичної критики, прагнучи до тлумачення художнього твору шляхом свідомого продовження в собі творчості автора. Слід зазначити, що вже в своїх критико-педагогічних статтях 1880 х років Анненський задовго до формалістів закликав до постановки в школі систематичного вивчення форми художніх творів.

## Творча діяльність

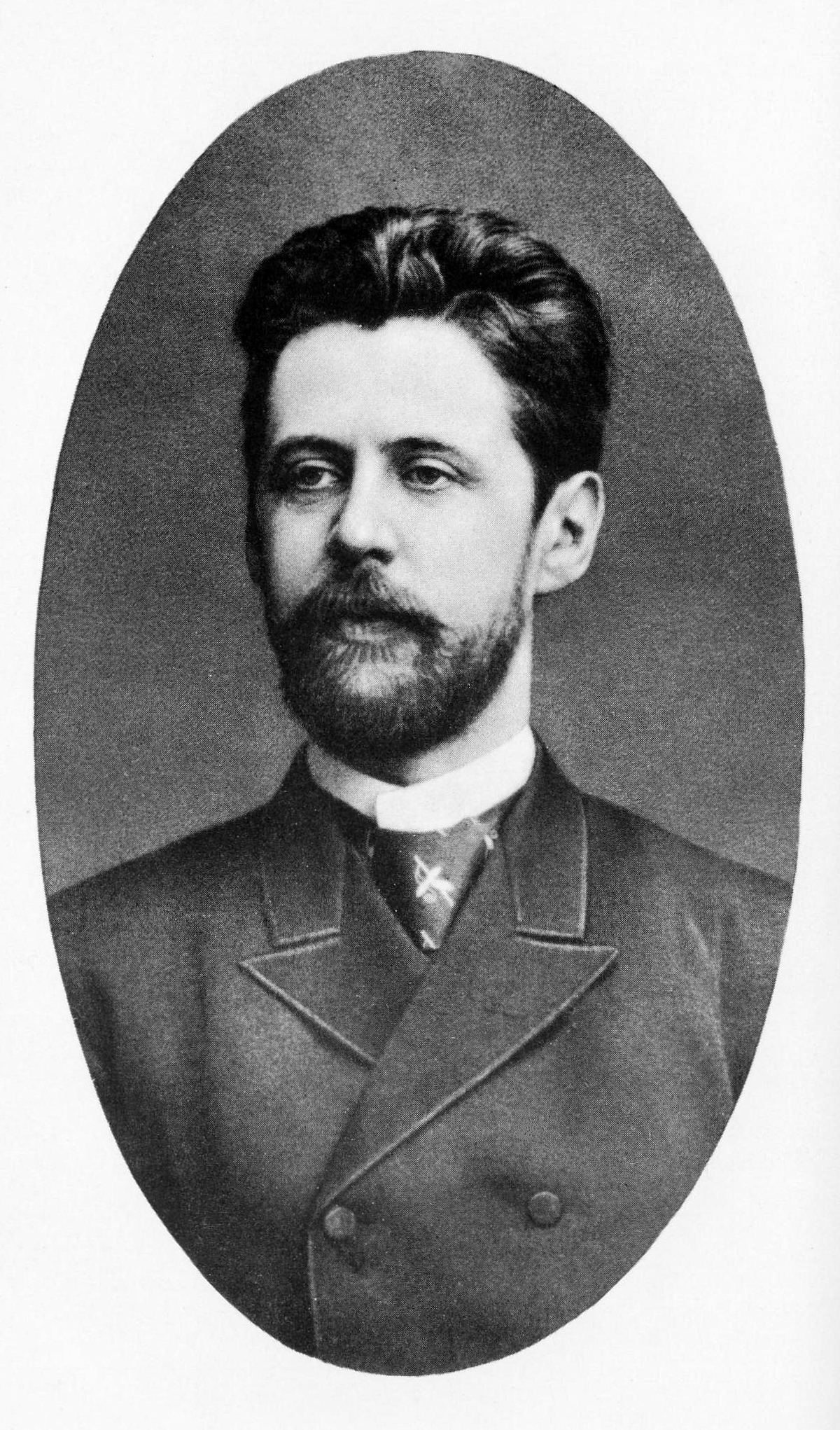

Літературну діяльність почав у 1880-х роках, друкувався з 1904. Поезії Анненського позначені песимізмом (збірки «Тихі пісні», 1904, «Кипарисова скринька», 1910). Автор драм на античні сюжети, перекладач трагедій Евріпіда.
Новосибірський філолог академік Анікін в низці статей досліджував вплив Шевченка на творчість Анненського.
Літературознавчі статті Анненського ввійшли до «Книги відображень» (1906, 1909).
- «Стихотворения и трагедии». Л., 1959.

## Українські переклади
- Анненський, Іннокентій. У блиманні: Вірш /З рос. пер. Григорій Кочур; Публ. А. Кочура, М. Москаленка//2000. — Ж. Всесвіт. — Ч.3/4.